# PV Lugano
PV Lugano – szwajcarski męski klub siatkarski z miejscowości Tesserete występujący w Nationalliga A, najwyższej klasie rozgrywek klubowych w Szwajcarii. 

## Rozgrywki krajowe
| Sezon     | Rozgrywki      | Miejsce    |
| --------- | -------------- | ---------- |
| 2008/2009 | Nationalliga A | 7. miejsce |
| 2009/2010 | Nationalliga A | 5. miejsce |
| 2010/2011 | Nationalliga A |            |
| 2011/2012 | Nationalliga A | 2. miejsce |
| 2012/2013 | Nationalliga A | 1. miejsce |
| 2013/2014 | Nationalliga A | 1. miejsce |
| 2014/2015 | Nationalliga A | 1. miejsce |

## Sukcesy
Puchar Szwajcarii:
- 1992, 2013

Mistrzostwa Szwajcarii:
- 2013, 2014, 2015
- 2012

Superpuchar Szwajcarii:
- 2012

## Kadra

### Sezon 2015/2016
- 1.  Andrej Radziuk
- 2.  Marcelo Elgarten
- 3.  Teodor Todorow
- 4.  Matti Hietanen
- 6.  Andrea Gelasio
- 7.  Daniel Stanisic
- 9.  Nemanja Savić
- 11.  Kaspar Büerge
- 12.  Riccardo Basile
- 13.  Ksawery Tomsia
- 14.  Jan Pokeršnik
- 15.  Leo Andrić
- 17.  Damiano Valsecchi
- 19.  Nikola Rosić
- Aleksandar Simeonow
- Esteban Villareal
- Michele Crusca

### Sezon 2014/2015
- 2.  Maikel Moreno Salas
- 3.  Fabian Brander
- 5.  Alexander Ruben Gimenez
- 6.  Andrea Gelasio
- 7.  Dennis Del Valle
- 9.  Nemanja Savić
- 10.  Caio César Provenzano de Prá
- 12.  Bruno Felicio De Jesus
- 13.  Marcin Wika
- 14.  Tomás Alonso Aguilera Armendáriz
- 15.  Tyler Sanders
- 16.  Leonardo Puliti
- 17.  Stephen Gotch

### Sezon 2013/2014
- Pierwszy trener: Mario Motta
- Asystent trenera: Marco Camperi

| Nr | Imię i nazwisko         | Data ur. | Wzrost | Pozycja      |
| -- | ----------------------- | -------- | ------ | ------------ |
| 2  | Jukka Lehtonen          | 1982     | 197    | środkowy     |
| 3  | Nathan Roberts          | 1986     | 201    | przyjmujący  |
| 4  | Alejandro Rizo Gonzalez | 1990     | 200    | atakujący    |
| 5  | Joël Bruschweiler       | 1985     | 195    | przyjmujący  |
| 6  | Andrea Gelasio          | 1974     | 190    | libero       |
| 7  | Sergio Jocković         | 1987     | 189    | przyjmujący  |
| 8  | David Hübner            | 1981     | 191    | środkowy     |
| 9  | Nemanja Savić           | 1990     | 200    | środkowy     |
| 10 | Felipe Airton Banderò   | 1988     | 202    | atakujący    |
| 11 | Fernando Garnica        | 1980     | 190    | rozgrywający |
| 12 | Romolo Mariano          | 1991     | 195    | przyjmujący  |
| 14 | Kaspar Buerge           | 1993     | 191    | rozgrywający |
| 15 | Nikola Rosić            | 1984     | 190    | libero       |
| 16 | Benjamin Lerch          | 1993     | 200    | atakujący    |
| 17 | Dennis Lerch            | 1994     | 197    | przyjmujący  |
| 18 | Adam Simac              | 1983     | 204    | środkowy     |